# Aster hualiensis
Aster hualiensis là một loài thực vật có hoa trong họ Cúc. Loài này được S.S.Ying mô tả khoa học đầu tiên năm 1988.